# Municipio de North Star (condado de Brown)
El municipio de North Star (en inglés: North Star Township) es un municipio ubicado en el condado de Brown en el estado estadounidense de Minnesota. En el año 2010 tenía una población de 287 habitantes y una densidad poblacional de 3,13 personas por km².

## Geografía
El municipio de North Star se encuentra ubicado en las coordenadas 44°14′33″N 95°3′42″O / 44.24250, -95.06167. Según la Oficina del Censo de los Estados Unidos, el municipio tiene una superficie total de 91.74 km², de la cual 91,74 km² corresponden a tierra firme y (0 %) 0 km² es agua.

## Demografía
Según el censo de 2010, había 287 personas residiendo en el municipio de North Star. La densidad de población era de 3,13 hab./km². De los 287 habitantes, el municipio de North Star estaba compuesto por el 97,91 % blancos, el 1,39 % eran asiáticos y el 0,7 % eran de una mezcla de razas. Del total de la población el 0 % eran hispanos o latinos de cualquier raza.